# Emily Warren Roebling
Pour les articles homonymes, voir Roebling.
Emily Warren Roebling (23 septembre 1843-28 février 1903) est connue pour sa contribution à la réalisation du pont de Brooklyn, après que son mari Washington Roebling a contracté la maladie des caissons. Son mari, ingénieur civil, était l'ingénieur en chef de la construction du pont de Brooklyn.

## Enfance
Fille de Sylvanus et Phebe Warren, Emily est née à Cold Spring (New York) le 23 septembre 1843. Elle est l'avant-dernière d'une famille de douze enfants. La volonté d'Emily de poursuivre ses études est soutenue par son frère aîné, Gouverneur K. Warren, avec qui elle entretient une étroite relation.

## La famille Roebling
En 1864, pendant la guerre civile américaine, Emily rend visite à son frère, commandant du cinquième corps d'armée, à son quartier général. Au cours de la visite, elle fait la connaissance de Washington Roebling, le fils de l'architecte du pont de Brooklyn, John A. Roebling, ingénieur civil membre de l'équipe du gouverneur. Emily et Washington se marient le 18 janvier 1865.
Alors que John Roebling entame les travaux sur le pont de Brooklyn, les jeunes mariés se rendent en Europe pour étudier l'utilisation de caissons, indispensables à la construction du pont. En novembre 1867, Emily donne naissance au seul enfant du couple, John A. Roebling II.

## Le pont de Brooklyn
Au retour de leurs études européennes, le père de Washington meurt du tétanos. Washington prend immédiatement en charge la construction du pont de Brooklyn. Très investi dans le projet, Washington descend régulièrement dans les piliers de construction et contracte le mal des caissons,, qui l'affecte au point qu'il doit garder le lit. Emily intervient à ce moment-là et prend le relais, en tant qu’ingénieur de terrain, achevant la construction du pont de Brooklyn.
Étant la seule personne à voir son mari pendant sa maladie, Emily est en mesure de transmettre des informations en provenance de Washington à ses assistants et de faire des rapports sur l'avancement des travaux. Pour ce faire, elle développe une connaissance approfondie de la résistance des matériaux, de l'analyse des contraintes et de la construction de câble, grâce aux enseignements de Washington. Pendant les quatorze années qui suivent, le dévouement d'Emily à l'achèvement du pont est inflexible. Elle récupère, au fur et à mesure, une grande partie des fonctions de l’ingénieur en chef, y compris la gestion du projet et la supervision quotidienne. Emily et son mari planifient ensemble la suite des travaux. Elle se charge d'échanger avec les responsables politiques, les ingénieurs et avec tous ceux qui sont à un moment associés aux travaux, au point que beaucoup pensent qu'elle est également derrière les plans du pont.
En 1882, le titre d'ingénieur en chef de Washington est mis en danger en raison de sa maladie. Afin de lui permettre de conserver son titre, Emily se rend à des réunions d'ingénieurs et d'hommes politiques, pour défendre son mari. Au soulagement des Roebling, les responsables politiques répondent favorablement aux discours d'Emily et permettent à Washington de rester l'ingénieur en chef du pont de Brooklyn.
Le pont de Brooklyn est finalement achevé en 1883. Peu de temps avant l'inauguration, Emily Roebling, un coq à la main en signe de victoire, est la première à traverser le pont. Lors de la cérémonie d'ouverture, Abram Stevens Hewitt honore Emily dans son discours et qui dit du pont qu'il était :
« ...un monument éternel à la dévotion sacrificielle d'une femme et à ses aptitudes à une éducation supérieure, dont elle a été trop longtemps empêchée. »
Aujourd'hui, le pont de Brooklyn porte une plaque dédiée à la mémoire d'Emily, de son mari Washington Roebling, et de son beau-père, John A. Roebling,.

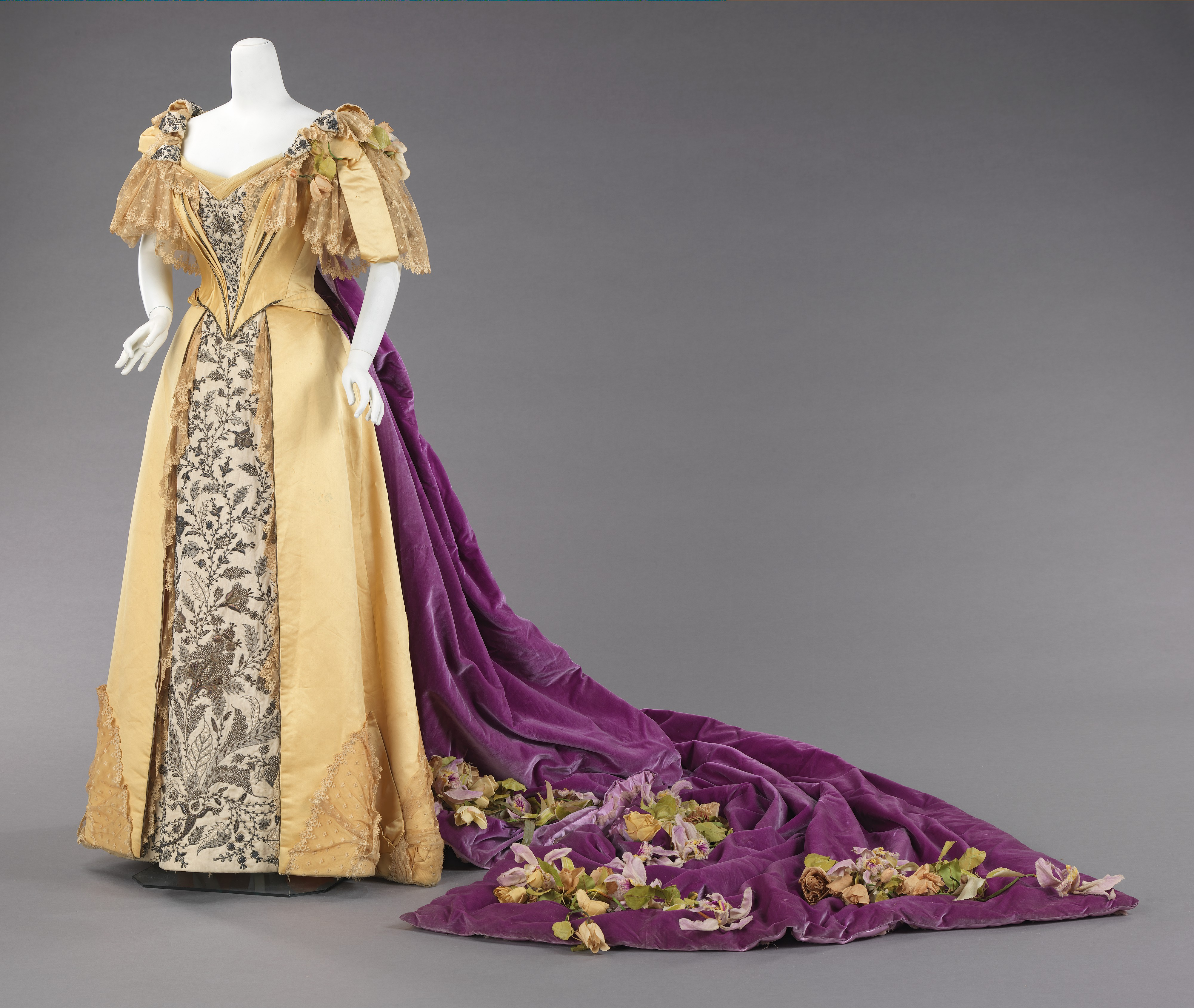
Robe portée par Roebling à la cour de la reine Victoria, conservée au MET.

## Après le pont
Après l'achèvement du pont de Brooklyn, la famille Roebling déménage à Trenton, dans le New Jersey. Là, Emily participe à des organisations sociales comme la Société de secours pendant la guerre hispano-américaine et siège au Conseil des femmes gestionnaires pour le New Jersey à l'Exposition universelle. Elle voyage beaucoup —en 1896, elle est présentée à la reine Victoria et elle se rend en Russie, pour le couronnement du tsar Nicolas II. Lors de ces deux événements, elle porte un ensemble composé d’une robe jaune et d’une cape violette, qu’elle réutilisera pour poser pour son portrait par Carolus-Duran,. Elle poursuit également ses études et obtient un diplôme en droit de l'université de New York. Jusqu'à sa mort, le 28 février 1903, elle passe le temps qui lui reste avec sa famille.

## Lectures complémentaires
- Marilyn. Weigold,, Silent Builder : Emily Warren Roebling and the Brooklyn Bridge, Associated Faculty Press, 1984, 188 p. (ISBN 0-8046-9349-8)
- Roebling, Emily Warren "Notes sur l'Warren Famille" dans l'Annexe, page 466, "Le Journal du Révérend Silas Constante" Lippincott, Philadelphie, PA 1903
- McCullough, David. Le Grand Pont: L'Épopée de la construction du pont de Brooklyn. Simon et Schuster, 1972.